# Абдулкарим
Абдулкарим (узб. Abdulkarim) — знаменитый самаркандский секретарь и каллиграф эпохи Бухарского эмирата. Переписал «Хамса» Алишера Навои в 1841—1842 годах и «Юсуф и Зулейха» Назима Хирати в 1854—1855 годах. Ныне, оба рукописи хранятся в Ташкентском государственном институте востоковедения Академии наук Узбекистана.